# Hydroporus guernei
Hydroporus guernei é uma espécie de insetos coleópteros pertencente à família Dytiscidae.
A autoridade científica da espécie é Regimbart, tendo sido descrita no ano de 1891.
Trata-se de uma espécie presente no território português.